# Мальтет, Рене
Рене Мальтет (фр. René Maltête; 1930—2000) — французский фотограф и поэт.

## Биография
Родился 8 мая 1930 года в Ламбале (Кот-д’Армор, Франция).
Фотографировать начал в 16 лет; его первой камерой был Понтиак 6х9. В 1951 году уехал в Париж, чтобы стать помощником режиссёра.
Мальте хотел стать кинорежиссёром, но у него не было камеры. В 1954 году он купил фотоаппарат Semflex 6×6 и начал серьёзно заниматься фотографией.
В 1958 году он вошёл в фотоагентство Rapho.
В 1960 году была опубликована его первая книга Paris des rues et des chansons, получившая множество отказов со стороны других потенциальных издателей. С текстом Жака Превера, Бориса Виана, Жоржа Брассенса, Шарля Трене и Пьера Мак Орлана она вышла в трёх изданиях и было продано 35 000 экземпляров.
Мальтет запечатлевал забавные ситуации повседневной жизни. Его фотографии были опубликованы во многих журналах по всему миру (Asahi Camera, Camera, Epoca, Life, Look, Paris-Match, Popular Photography, Punch, Stern).
В 1973 году переехал в Дрё, где вместе с друзьями организовал «Art en Dreux»; семь лет спустя он также основал там поэтический фестиваль.
В 1979 и 1980 годах его приглашали в Rencontres d’Arles.
Рене Мальтет умер 8 ноября 2000 года.

## Фотографии
Его работы основаны на несоответствии и неожиданности: юмор присутствует всегда, но это не просто картинка, а часто философское размышление.

## Книги
- Paris des rues et des chansons. Париж: Éditions Port-Royal, 1960. Париж: Пьер Борда, 1995.ISBN 2-86311-268-6 .
- Au petit bonheur, Франция. Париж: Ашетт, 1965.
- Intervention à coeur ouvert : Petits poèmes. Париж: Éditions Grassin, 1962. Стихи и фотографии.
- Graines pour les sans jardin : Propos Com ça …. Издания Firmin-Didot, 1980. ISBN 2-904540-00-08.
- Scribouillages. Плессье, 1985. Стихи и фотографии
- Cent poèmes pour la paix. Париж: Издания Le Cherche Midi, 1987. ISBN 2-86274-106-X. (Предисловие Бернарда Клавеля, обложка Роланда Топора .)
- Cent poèmes pour l'écologie : Антология. Париж: Издания Le Cherche Midi, 1991. ISBN 2-86274-193-0. (Предисловие Хьюберта Ривза .)
- À quoi ça rime ? [Ле-Ман]: Издания Donner à voir, 1995. ISBN 2-909640-10-08. Стихи и фотографии
- La barbe à papa : тексты. Париж: Семафор, 1999. ISBN 2-912283-30-02. Мальте предоставил фотографии для этой книги Хосе Мильяс-Мартен.
- Des yeux plein les poches. Гренобль: Издания Glénat, 2003. ISBN 2-7234-4248-9.